# Radamés de Jesús
Radamés de Jesús (Radamés de Jesús Piña González; Cuernavaca, Morelos, Meksiko, 25. travnja 1972. — ) meksički je glumac poznat po svojim ulogama u telenovelama.
Njegova je majka glumica María Montejo (María González Sánchez), a baka Carmen Montejo.

## Filmografija
- Luz y sombra
- Mágica juventud — Carlos
- Marisol
- El niño que vino del mar
- Između ljubavi i mržnje — Marcelino, "brat" Ane Cristine Robles (Susana González)
- Pobjeda ljubavi — Domingo[2]
- Guerra de chistes

## Vanjske poveznice
- Radamés de Jesús habla sobre la golpiza que le dio a La Wanders Lover